# Wigginsia corynodes
Wigginsia corynodes là một loài thực vật có hoa trong họ Cactaceae. Loài này được (Otto ex Pfeiff.) D.M. Porter miêu tả khoa học đầu tiên năm 1964.